# Pablo Honey
A Pablo Honey az angol Radiohead zenekar első albuma; 1993 elején jelent meg. Leghíresebb száma a Creep.

## Számok
1. "You" – 3:29
2. "Creep" – 3:56
3. "How Do You?" – 2:12
4. "Stop Whispering" – 5:26
5. "Thinking About You" – 2:41
6. "Anyone Can Play Guitar" – 3:38
7. "Ripcord" – 3:10
8. "Vegetable" – 3:13
9. "Prove Yourself" – 2:25
10. "I Can't" – 4:13
11. "Lurgee" – 3:08
12. "Blow Out" – 4:40